# Razłog
Razłog (bułg. Разлог) – miasto w Bułgarii; 12 tys. mieszkańców (2015). Siedziba gminy Razłog.